# Franz Weiß (Fußballspieler)
Franz Weiß (* 13. Februar 1944) ist ein deutscher ehemaliger Fußballspieler. Von 1969 bis 1974 spielte er für die Betriebssportgemeinschaft BSG Wismut Aue in der DDR-Oberliga, der höchsten Liga im DDR-Fußball. 

## Sportliche Laufbahn
Mit 25 Jahren gab Franz Weiß seinen Einstand in der DDR-Oberliga, als er am 1. November 1969 in der Begegnung des 12. Spieltages FC Rot-Weiß Erfurt – Wismut Aue (2:2) für 76. Minuten als Linksaußenstürmer eingesetzt wurde. Seine beiden ersten Oberligatore erzielte am 21. Spieltag beim 3:2-Sieg über Chemie Leipzig. Bis zum Ende der Saison 1969/70 wurde Weiß 14-mal in der Oberliga aufgeboten, bestritt aber nur sechs Spiele über die volle Dauer. 1970/71 spielte Weiß ebenfalls hauptsächlich als linker Stürmer und kam wieder zu 14 Oberligaeinsätzen. Bereits am 1. Spieltag schoss er ein weiteres Tor, blieb danach aber ohne weiteren Torerfolg und kam diesmal nur auf vier Vollzeiteinsätze. In den folgenden drei Spielzeiten war Weiß in der Oberliga nur noch ein Spieler von zweitrangiger Bedeutung und brachte es nur noch auf 19 Einsätze mit zwei weiteren Toren. Daneben kam er in der zweitklassigen 2. Mannschaft zum Einsatz, für die er bis 1975 19 Punktspiele bestritt und sechs Tore schoss. Nach der Saison 1974/75 wurde er in die 3. Wismut-Mannschaft versetzt, mit der er in der viertklassigen Bezirksklasse nur noch als Freizeitfußballer aktiv war. 
Nach dem Ende seiner aktiven Fußballerlaufbahn war Weiß als Übungsleiter tätig und stieg 1979 mit der SG Sosa in die DDR-Liga auf. Nachdem die SG am 4. Spieltag noch immer sieglos war, wurde Weiß als Übungsleiter abgesetzt. Danach tauchte er im höherklassigen DDR-Fußball nicht mehr auf. 